# Marek Eben
Marek Eben (ur. 18 grudnia 1957 w Pradze) – czeski aktor, kompozytor, piosenkarz i prezenter telewizyjny.
Ukończył konserwatorium praskie na wydziale muzyczno-dramatycznym. Był związany z teatrami w Karlowych Warach (1979) i Kladnie (1979–1983). Przez blisko dwadzieścia lat był członkiem praskiego Studia Ypsilon (1983–2002), gdzie pracował jako aktor i kompozytor. Jest także twórcą muzyki dla innych teatrów, komponuje również dla kina (Hele, on letí, 1984; Bizon, 1989), radia i telewizji (O chamtivém strašidle, 1985; Mach a Šebestová na cestách, 2006; Poste restante, 2009). Od 1979 roku działa z braćmi w folkowym trio Bratři Ebenové, jako autor utworów, wokalista i gitarzysta.
W 1999 roku zaczął prowadzić talk-show Na plovárně na antenie Czeskiej Telewizji.
Jego ojcem był kompozytor Petr Eben (1929–2007). 

## Filmografia
- Kamarádi (1969–1973) – rola: Váleček
- O líném Honzovi (1977)
- Sázka na třináctku (1977)
- O statečné princezně Janě (1978)
- O chudém královstvíčku (1979) – rola: Vendelín
- Nevěsta k zulíbání (1980)
- Chudák muzika (1981)
- Tvář za oknem (1985)
- Pusu, pusu, pusu! (1985, film TV) – rola: szeregowiec Martin
- Pohádka bez konce (1986)
- Kam doskáče ranní ptáče (1987)
- Balónová pohádka (1987)
- Překvapení pana Milberryho (1988)
- O princi Bečkovi (1988)
- Kocourkov (1991)
- O třech stříbrných hřebenech (1991)
- Zálety koňského handlíře (1991)
- Náhrdelník (1992)
- Ruská ruleta (1994)
- Hospoda (1996) – gra sam siebie
- V centru filmu – v teple domova (1998)
- Láska? (1998)
- Osudy hvězd: Váleček (1999)
- Na plovárně (od 1998) – talk-show telewizyjne